# Torsten Hofer
Torsten Hofer (* 11. März 1980 in Ost-Berlin) ist ein deutscher Politiker und Mitglied der SPD. Er war von 2016 bis 2023 Abgeordneter im Abgeordnetenhaus von Berlin.

## Biografie
Torsten Hofer wurde in Berlin-Buch geboren und wuchs in Berlin-Pankow auf. Er studierte Rechtswissenschaften mit anschließendem zweiten Staatsexamen. Er trat in die Berliner Finanzverwaltung ein und war Referent der Staatssekretäre Margaretha Sudhof und Klaus Feiler. Seit 2023 ist er Referent in der Senatsverwaltung für Inneres und Sport.

## Partei und Politik
Hofer gehört der SPD seit 1999 an. In der Bezirksverordnetenversammlung Pankow ist er seit 2002 aktiv. Bei der Wahl zum Abgeordnetenhaus von Berlin 2016 wurde er im Wahlkreis Pankow 2 direkt in das Abgeordnetenhaus gewählt. Bei der Abgeordnetenhauswahl 2021 konnte er seinen Sitz verteidigen. Nach der Wiederholungswahl 2023 schied er aus dem Parlament aus. Seit 2024 ist er Vorsitzender der SPD Niederschönhausen-Blankenfelde.